# Hilmar Fuchs
Hilmar Fuchs (* 30. April 1940 in Falkenstein/Vogtl.) ist ein deutscher Textilingenieur.

## Leben
Hilmar Fuchs studierte von 1960 bis 1966 Textiltechnik an der TH/TU Dresden und  war anschließend wissenschaftlicher Assistent am Institut für Textiltechnik. Nach einem Forschungsaufenthalt am Lehrstuhl für Baumwollspinnerei am Textilinstitut Moskau  promovierte er 1973 an  der Fakultät für Maschinenwesen der TU Dresden zum Thema „Zum Radialdruckverhalten von Streckenbändern und dessen Einfluß auf die textilphysikalischen Eigenschaften der Faserbänder und der daraus hergestellten Ring- und Elementargarne“.
Von 1973 bis 1990 war er wissenschaftlicher Mitarbeiter und  Abteilungsleiter am Wissenschaftlich-Technischen Zentrum für Technische Textilien in Dresden. 1990 wurde er Geschäftsführer des Instituts für Technische Textilien, Dresden.
Von 1992 bis 31. Oktober 2021 war Fuchs Vorstandsvorsitzender des Sächsischen Textilforschungsinstitut e.V. (STFI) in Chemnitz.
1994 wurde Fuchs zum Professor für Technische Textilien in Dresden berufen.
Im September 2008 wurde ihm das Bundesverdienstkreuz 1. Klasse verliehen.